# آنا ایلش
آنا ایلِش (مجاری: Illés Anna؛ زادهٔ ۲۱ فوریه ۱۹۹۴) بازیکن واترپلو زن اهل مجارستان است.